# Hypaepa illuminata
Hypaepa illuminata är en insektsart som beskrevs av William Lucas Distant 1887. Hypaepa illuminata ingår i släktet Hypaepa och familjen lyktstritar. Inga underarter finns listade i Catalogue of Life.